# Забрдже (Андрієвиця)
Забрдже (чорн. Zabrđe/Забрђе) — село (поселення) в Чорногорії, підпорядковане общині Андрієвиця. Християнське поселення з населенням 302 мешканців.

## Населення
Динаміка чисельності населення (станом на 2003 рік):
- 1948 → 426
- 1953 → 416
- 1961 → 414
- 1971 → 395
- 1981 → 357
- 1991 → 318
- 2003 → 302

Національний склад села (станом на 2003 рік):
Слід відмітити, що перепис населення проводився в часи міжетнічного протистояння на Балканах й тоді частина чорногорців солідаризувалася з сербами й відносила себе до спільної з ними національної групи (найменуючи себе югославами-сербами — притримуючись течії панславізму). Тому, в запланованому переписі на 2015 рік очікується суттєва кореляція цифр національного складу (в сторону збільшення кількості чорногорців) — оскільки тепер чіткіше проходитиме розмежування, міжнаціональне, в самій Чорногорії.